# Kiss Me, Winter
「Kiss Me, Winter」（キス ミー ウインター）は、日本のロックバンド・FIVE NEW OLDが2023年11月10日にワーナーミュージック・ジャパンより配信リリースした楽曲。

## 概要
前作「Departure : My New Me」から約1年2ヶ月ぶりのリリース。配信限定シングルとしては、「Happy Sad」以来約1年半ぶりで、2023年唯一のリリースである。
北海道・札幌の各地で開催されるイベント「2023さっぽろホワイトイルミネーション」のコラボレーションソングとしてリリースされ、イベントの開催期間中には会場でこの曲が流れていた。

今作のリリースに際して、HIROSHI（Vo.）は以下のようにコメントした。
いつの間にか四季も二季になったなんてちらほら耳にするようになって、僕自身も季節の変わり目を感じることが少なくなりました。
他人事で催されていくクリスマスを斜に構えてしまう時もあるけれど、そんな時、季節を歌う音楽が、味気ない日常にも季節を運んでくれる。
この曲をふと耳にしてくれた方が穏やかな冬を過ごせますように。

2023年11月8日のJ-WAVE「STEP ONE」にてメンバーのコメントと共に最速オンエアされた。

## 楽曲解説
1. Kiss Me, Winter (03:41)
作詞 : Hiroshi Nakahara
作曲 : FIVE NEW OLD
編曲 : FIVE NEW OLD
  - タイトルにもあるように、ウインターソングである[1]。
  - HIROSHI曰く、「鈴が鳴ってとか、クリスマスっぽいコード進行、王道的な部分は大事にしました」とのこと[4]。

## ミュージックビデオ
2023年12月5日に公開された。
背景と床面のスクリーンいっぱいに映し出される雪が舞う街の中で、ホーン・セクションやコーラスを加えたスペシャルな編成での演奏シーンが展開される映像となっている。n00b.st（スタジオ ヌーブ）にて撮影された。
Music Video Credit
Trumpet：chankeng 

Trombone：NAPPI

Sax：Dausuke Murakami

Cho：裏切りおにぎり a.k.a. Hanako

## 参加ミュージシャン
FIVE NEW OLD
- HIROSHI（ボーカル・ギター）
- WATARU（ギター・キーボード）
- SHUN（ベース）
- HAYATO（ドラムス）

## バージョン違い
「Kiss Me, Winter -unplugged session-」
楽曲「Kiss Me, Winter」がAIR-G'（FM北海道）の2023年12月度のパワープレイに決定したことにちなんで製作されたアコースティックバージョン。AIR-G'のみでオンエアされていた。2024年現在、音源化はされていない。

## タイアップ
| 使用年 | タイアップ                                                                 |
| ------ | -------------------------------------------------------------------------- |
| 2023年 | 「さっぽろホワイトイルミネーション2023」 コラボレートミュージック          |
| 2023年 | Fm yokohama 84.7 Winter Campaign 2023 “Hot Winter Magic”キャンペーンソング |

## パワープレイ
| 放送年 | 放送局     | ヘビーローテーション/パワープレイ |
| ------ | ---------- | --------------------------------- |
| 2023年 | InterFM    | 11月後半パワープレイ「Hotpicks」  |
| 2023年 | AIR-G'     | 12月パワープレイ                  |
| 2023年 | FMヨコハマ | “Hot Winter Magic”                |
| 2023年 | CROSS FM   | 12月前半「RECOMMEND TRACKS」      |
| 2023年 | MBCラジオ  | 12月推薦曲                        |